# Pyrrosia nuda
Pyrrosia nuda là một loài dương xỉ trong họ Polypodiaceae. Loài này được Giesenh. Ching mô tả khoa học đầu tiên năm 1935.